# اتفاقية جدة 1982

اتفاقية جدة 1982 أو الاتفاقية الإقليمية للمحافظة على البحر الأحمر وخليج عدن البيئة هي اتفاقية تم التوقيع عليها في عام 1982 في جدة غرب المملكة العربية السعودية، تحت رعاية المنظمة العربية للتربية والثقافة والعلوم. الهدف منها المحافظة على بيئة البحر الأحمر وخليج عدن، وبالإضافة إلى ذلك، أصدر المؤتمر أداتين هامتين هما: خطة عمل للمحافظة على البيئة البحرية والمناطق الساحلية في البحر الأحمر وخليج عدن. وإصدار البروتوكول المتعلق بالتعاون الإقليمي في مكافحة التلوث بالزيت والمواد الضارة الأخرى في الحالات الطارئة.

## الاتفاقية
ركزت الإتفاقية على المواد التي تتعلق بالتلوث مثل التلوث الناجم من السفن وإلقاء مخلفات السفن والتخلص من مياة التوازن ومياة التصريف المقصودة أو العارضة من السفن. وكذلك التلوث الناجم عن القاء الفضلات من السفن والطائرات والتلوث من المصادر البرية والتلوث الناجم عن استكشاف واستثمار قاع البحر الإقليمي، والجرف القاري والتربة التحتية، وكذلك التعاون في حالات الطوارئ ومواجهة حالات التلوث وازالة التلوث الناجم عنها، أو الحد منه وتقييم وإدارة الاوضاع البيئية.
أيضاً نصت الاتفاقية على جملة أمور منها التعاون في مجال الأنشطة العلمية والتكنولوجية، ووضع واعتماد إجراءات المسؤولية المدنية والتعويض وتقييم وإدارة واستخدام البيئة والحصانة المترتبة على السيادة، والتعاون العلمي والتقني بين الأطراف المتعاقدة سواء مباشرة أو من خلال المنظمات العالمية والإقليمية المختصة في مجالات البحث العلمي والرصد والتقييم المتعلقة بالبيئة وادارتها والتلوث البيئي في البحر، وتبادل المعلومات وغيرها من البيانات تحقيقا ً لاغراض هذه الإتفاقية وبروتوكولاتها وخطط عملها، وتقييم وإدارة الأوضاع البيئية التي تتمثل في الاثار البيئية البحرية.

## ملاحق الاتفاقية

### خطة عمل الهيئة
بالإضافة إلى اتفاقية جده فقد أصدر المؤتمر الذي عقدت من أجله الاتفاقية وسيلة ملزمة قانونيًا لتنفيذ هذه الاتفاقية، وهي خطة العمل للمحافظة على البيئة البحرية والمناطق الساحلية في البحر الأحمر وخليج عدن.
كان الهدف من الخطة ترجمة الأولويات المدرجة في اتفاقية جدة إلى إطار عمل، لإرساء منهج شامل وصادق للبيئة لتنمية المناطق الساحلية. يلخص القسم الأخير من مؤتمر جدة الإقليمي مطلق الصلاحية حول المحافظة على البيئة البحرية والمناطق الساحلية في البحر الأحمر وخليج عدن الذي عقد عام 1982 والإجراءات المترتبة على صياغة اتفاقية جدة 1982، مع التركيز بشكل خاص على الإجراءات الإدارية لتنفيذ الاتفاقية. كما يشير إلى جدول الأعمال المعتمد خلال مؤتمر جدة، بما في ذلك الموافقة على أعضاء اللجنة، والشروط المالية، وإنشاء مقر رئيسي إقليمي للأمانة العامة للاتفاقية بجدة، المملكة العربية السعودية.

### البروتوكول الخاص بالتعاون الإقليمي
تم التوقيع على البروتوكول في 14 فبراير 1982 بمدينة جدة في المملكة العربية السعودية، ودخل حيز النفاذ في عام 1985. يهدف البروتوكول إلى التعاون الإقليمي في مكافحة أي تلوث ينجم عن أي كارثة أو حادثة أو واقعة أو وضع ما، ينتج عنه تلوث خطير أو تهديد خطير للبيئة البحرية بالزيت أو المواد الضارة الأخرى بما في ذلك الاصطدام أو الجنوح أو أي حوادث تتعلق بالسفن بما فيها الناقلات وكذلك الانفجارات الناجمة من أنشطة التنقيب عن النفط وإنتاجه وتسرب الزيت والمواد الضارة الأخرى نتيجة خلل في المنشآت البحرية. ومن أهم أحكام البروتوكول هو إنشاء مركز المساعدات المتبادلة للطوارئ البحرية (ايمارسجا) مقره الغردقة، المنصوص عليه في البند رقم 1 من المادة الثالثة من البروتوكول حيث تنشئ الاطراف المتعاقدة بموجب هذا البروتوكول مركز المساعدات المتبادلة للطوارئ البحرية (ايمارسجا)، الخاص بالتعاون الإقليمي في مكافحة التلوث بالزيت والمواد الضارة الأخرى في الحالات الطارئة.

### البروتوكول الخاص بالمحافظة على التنوع الحيوي
هو البروتوكول الخاص بالمحافظة على التنوع الحيوي وإنشاء شبكة من المناطق المحمية في البحر الأحمر وخليج عدن 2005. ادراكًا من الهيئة للضغوط المستمرة على البيئة البحرية والساحلية والنظم الايكولوجية المترتبة على التوسع الحضرى والنمو السكاني والتنمية الاقتصادية والعوامل الأخرى التي قد تؤدى إلى تراجع كبير للتنوع الاحيائي. فأن الهيئة بالتنسيق مع الدول الاعضاء (مصر، السودان، السعودية، الأردن، اليمن، الصومال، جيبوتي) أكدت على ضرورة تعاون كافة الدول على صون وحماية واستعادة صحة وسلامة وتكامل النظم الايكولوجية البحرية والساحلية. لذا قامت الهيئة بوضع البروتوكول الذي تم التوقيع عليه في 12 ديسمبر 2005 بمدينة جدة في المملكة العربية السعودية من أجل المحافظة على التنوع الاحيائى في البحر الأحمر وخليج عدن.
يهدف البروتوكول إلى اتاحة فرص المحافظة والحماية والصون لسلامة وتكامل النظم الايكولوجية والتنوع الأحيائي في إقليم الهيئة الإقليمية للمحافظة على بيئة البحر الأحمر وخليج عدن. وحماية الأنواع المهددة والموائل الحرجة والمواقع ذات الأهمية الخاصة، وكذلك الأنماط النموذجية من النظم الإيكولوجية الساحلية والبحرية وما تحظى به من تنوع أحيائي والعمل على استخدامها وإدارتها على نحو مستدام، بما يكفل توفرها وتنوعها على المدى البعيد.
أهم أحكام البروتوكول هي حماية الأنواع والمحافظة عليها مع التركيز بشكل خاص على الأنواع المهددة. وصون وحفظ وإدارة المناطق الفريدة والحساسة بطريقة مستدامة وسليمة بيئياً، وتبني استراتيجيات وخطط وبرامج لصون التنوع الاحيائي وتحقيق الإدارة والاستخدام المستدام للموارد الاحيائية البحرية والساحلية، وتبني منهج شامل لتقييم التأثيرات البيئية بهدف تحديد مدى ملاءمة عمليات الاستزراع البحري المقترحة وتقييم تأثيراتها على التنوع الاحيائى الساحلى والبحرى والارتقاع بالتقنيات التي من شأنها تقليل التأثيرات السلبية.

### البروتوكول الخاص بحماية البيئة

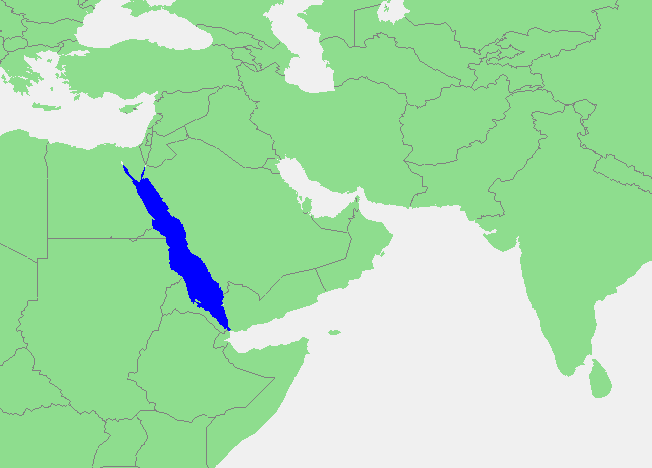
موقع البحر الأحمر وبمُحاذاته خليج عدن.

هو البروتوكول الخاص بحماية البيئة من الأنشطة البرية في البحر الأحمر وخليج عدن 2005. حيث لاحظت الدول الاطراف في إتفاقية جدة تزايد الضغوط البيئية الناجمة عن الأنشطة البشرية في المناطق الساحلية للإقليم، وخاصة التدهور الملحوظ في البيئة البحرية وتدمير مكوناتها من الاحياء والتغيير في خصائصها الفيزيائية والكيميائية. لذا عزمت الدول على التعاون الوثيق فيما بينها لحماية البيئة البحرية للبحر الأحمر وخليج عدن من التلوث من مصادر أنشطة برية، فتم التوقيع على هذا البروتوكول في 25 أكتوبر 2005 بمدينة جدة في المملكة العربية السعودية.
يهدف البرتوكول أن تتخذ الأطراف المتعاقدة جميع التدابير المناسبة لحماية بيئة البحر الأحمر وخليج عدن من التلوث الناجم عن أي مصادر أو أنشطة برية تقع في أراضيها وخفض هذا التلوث إلى أقصى حد ممكن ومكافحتة عن طريق منعة ومكافحتة والقضاء عليه وإيلاء الاولوية بصورة خاصة للقضاء التدريجي على المدخلات من المواد السامة والثابتة والقابلة للتراكم احيائياً. أهم احكام هذا البروتوكول ان تلتزم الأطراف المتعاقدة بالعمل على المحافظة على البيئة بما في ذلك منع وتقليل ومكافحة التلوث الناجم عن مصادر وانشطة برية ولاسيما القضاء التدريجي على المدخلات من المواد السامة والثابتة والقابلة للتراكم إحيائيا ً وذلك من خلال برامج العمل القائمة على التحكم في المصدر. ومعالجة المياة المستعملة وإدارتها، وذلك بأتباع نهج الإنتاج النظيف والتخطيط الحضرى المثالى واتباع اجراءات تقييم الأثر البيئي وفصل النفايات الصناعية السائلة ومعالجتها على حدة. وإدارة النفايات الصلبة لما ينجم عنها من أخطار تهدد الحياة البحرية وذلك عن طريق اتخاذ التدابير اللازمة لمنع وخفض كميات النفايات الصلبة إلى اقصى درجة ممكنة.

### البروتوكول الإقليمي الخاص بالتعاون الفني
هو البروتوكول الإقليمي الخاص بالتعاون الفني لاستعارة ونقل الخبراء والفنيين والأجهزة والمعدات والمواد في الحالات الطارئة 2009. أكدت دول الإقليم حرصها على حماية البيئة البحرية والساحلية بناءاً على البند رقم 1 من المادة التاسعة من اتفاقية جدة فيما يختص بالتعاون في مواجهة حالات التلوث الطارئة. صدر البروتوكول في عام 2009 بجدة في المملكة العربية السعودية.
يهدف البروتوكول إلى إيجاد إطار عمل قانوني وإداري وتنظيمي عام لتسهيل عملية الاستعارة والنقل للخبراء والفنيين والأجهزة والمعدات والمواد في الحالات الطارئة تماشياً مع البروتوكول الخاص بالتعاون الإقليمي في مكافحة التلوث بالزيت والمواد الضارة الأخرى في الحالات الطارئة، وتعزيز التعاون الإقليمي لتقليل مخاطر التلوث الناجم عن الحوادث البحرية.
أهم أحكام البروتوكول هي الترتيبات الإدارية والتنظيمية والترتيبات المالية والإجراءات المتعلقة بإعادة ما تم استعارته من الخبراء والفنيين والمواد والأجهزة والمعدات، أو استبدالها أو التعويض عن نفقاتها. أيضاً يحث هذا البروتوكول على تقديم المساعدة والتسهيلات الممكنة للدولة أو الدول التي تواجه حالة الطوارئ البحرية، واجراء الترتيبات اللازمة التي من شأنها ان تسمح إحدى الدول لدولة أخرى ان تستفيد من إمكانياتها والتسهيلات المتوفرة لديها بهدف تنفبذ بنود هذا البروتوكول. كما ينبغى للهيئات العامة في الأطراف المتعاقدة ان تقوم بقدر الإمكان بتسهيل عملية دخول الخبراء والفنيين والأجهزة والمعدات والمواد المطلوبة للتصدي للطوارئ البحرية عبر الحدود البرية والبحرية والجوية، وكذلك تسهيل عملية التخليص الجمركي ومنح كافة الإعفاءات اللازمة من الرسوم الجمركية أو أية رسوم أخرى وسرعة تخليصها من جميع المنافذ الجوية والبحرية والبرية. وكذلك أن تبذل كل ما في وسعها لتسهيل حركة النقل والانتقال عبر الحدود في الحالات الطارئة.

### إعلان القاهرة
هو إعلان القاهرة الخاص بتشكيل الهيئة الإقليمية للمحافظة على بيئة البحر الأحمر وخليج عدن 1995. بموجب إعلان القاهرة أُطلقت رسميًا الهيئة الإقليمية للمحافظة على بيئة البحر الأحمر وخليج عدن لتعمل كمنظمة تنفيذية تعنى بتنفيذ الأنشطة والأولويات الواردة في اتفاقية جدة 1982، والبروتوكولات وخطة العمل الخاصة بها. وعهد للهيئة بالواجبات والمسؤوليات المفصلة في اتفاقية جدة 1982.